# Liste der Michigan State Historic Sites im Luce County

Lage des Luce Countys in Michigan

Diese Liste der Michigan State Historic Sites im Gladwin County nennt alle als Michigan State Historic Site eingestuften historischen Stätten im Luce County im US-Bundesstaat Michigan. Die mit † markierten Stätten sind gleichzeitig im National Register of Historic Places eingetragen.
| Name                                                     | Bild | Lage                                                              | Ort          | Eintrag seit  |
| -------------------------------------------------------- | ---- | ----------------------------------------------------------------- | ------------ | ------------- |
| Helmer General Store and Resort                          |      | RD #3 - County Road 417, 800 m südlich des County Highways H-44   | Helmer       | 13. Jan. 1982 |
| Luce County Sheriff’s House and Jail†                    |      | 411 West Harrie Street                                            | Newberry     | 15. Aug. 1975 |
| John McGruer House                                       |      | M-123                                                             | Newberry     | 30. Juni 1988 |
| Newberry Hotel                                           |      | 301 South Newberry Avenue                                         | Newberry     | 8. Sep. 1982  |
| Newberry State Bank Building                             |      | 318 Newberry Avenue                                               | Newberry     | 21. Aug. 1986 |
| Two-Hearted River Life-Saving Station Informational Site |      | an der Mündung des Two-Hearted River, östlich der County Road 423 | bei Newberry | 12. Dez. 1979 |
| Watershed between Lake Superior and Lake Michigan        |      | Park an der M-28, westlich der M-117                              | bei Newberry | 12. Feb. 1959 |